# Episodi di The Venture Bros. (seconda stagione)
La seconda stagione della serie animata The Venture Bros., composta da 13 episodi, è stata trasmessa negli Stati Uniti, da Adult Swim, dal 25 giugno al 15 ottobre 2006.
In Italia è stata interamente pubblicata il 1º dicembre 2021 su Prime Video.
| nº | Titolo originale                       | Titolo italiano         | Prima TV USA      | Pubblicazione Italia |
| -- | -------------------------------------- | ----------------------- | ----------------- | -------------------- |
| 1  | Powerless in the Face of Death         | I nuovi cloni           | 25 giugno 2006    | 1º dicembre 2021     |
| 2  | Hate Floats                            | L'odio è nell'aria      | 2 luglio 2006     | 1º dicembre 2021     |
| 3  | Assassinanny 911                       | Babysitter assassina    | 9 luglio 2006     | 1º dicembre 2021     |
| 4  | Escape to the House of Mummies Part II | La sala dei dolori      | 16 luglio 2006    | 1º dicembre 2021     |
| 5  | Twenty Years to Midnight               | Un padre alieno         | 6 agosto 2006     | 1º dicembre 2021     |
| 6  | Victor. Echo. November.                | Primo appuntamento      | 13 agosto 2006    | 1º dicembre 2021     |
| 7  | Love-Bheits                            | Pene d'amore            | 20 agosto 2006    | 1º dicembre 2021     |
| 8  | Fallen Arches                          | Arcinemici              | 3 settembre 2006  | 1º dicembre 2021     |
| 9  | Guess Who's Coming to State Dinner?    | Il ritorno di Manstrong | 10 settembre 2006 | 1º dicembre 2021     |
| 10 | I Know Why the Caged Bird Kills        | La mamma pazza          | 24 settembre 2006 | 1º dicembre 2021     |
| 11 | ¡Viva los Muertos!                     | Venturestein            | 1º ottobre 2006   | 1º dicembre 2021     |
| 12 | Showdown at Cremation Creek Part I     | Il matrimonio           | 8 ottobre 2006    | 1º dicembre 2021     |
| 13 | Showdown at Cremation Creek Part II    | L’anello del potere     | 15 ottobre 2006   | 1º dicembre 2021     |

## I nuovi cloni
- Titolo originale: Powerless in the Face of Death
- Scritto da: Jackson Publick e Doc Hammer

### Trama
Il Dott. Orpheus si auto-incolpa per la morte di Hank e Dean ed è sconvolto nell'apprendere che il Dott. Venture tiene a portata di mano numerosi cloni dei ragazzi; viene rivelato quindi che sono morti 15 volte e che ogni volta sono stati sostituiti da cloni con impiantati i ricordi del precedente. Nel frattempo, Jonas Jr. diventa un super-scienziato di successo, mentre Monarch scappa di prigione.

## L'odio è nell'aria
- Titolo originale: Hate Floats
- Scritto da: Jackson Publick e Doc Hammer

### Trama
Monarch tenta di riconquistare Dott. Girlfriend da Phantom Limb in un centro commerciale. Qui incontrano la famiglia Venture, portando di conseguenza ad una rissa. Il Dott. Venture viene catturato da Monarch mentre Brock viene preso da Phantom Limb, il quale crede erroneamente che Monarch abbia rapito Dott. Girlfriend. Phantom Limb e Brock si alleano per affrontare Monarch nella sua base, mentre Dott. Girlfriend cerca di risolvere la situazione con Hank e Dean. Monarch, il Dott. Venture e gli Scagnozzi 21 e 24 si uniscono per affrontare i nuovi scagnozzi ribelli di Monarch.

## Babysitter assassina
- Titolo originale: Assassinanny 911
- Scritto da: Jackson Publick

### Trama
Brock viene inviato in missione dall'Office of Secret Intelligence (O.S.I.) per assassinare il suo mentore, il colonnello Hunter Gathers, che ha abbandonato l'agenzia. Lascia i Venture sotto la protezione di Molotov Cocktease, il quale cerca di rimettere in sesto la famiglia. Hank si innamora di Molotov e cerca di uccidere suo padre dopo essersi drogato accidentalmente. Brock rintraccia il suo obiettivo in Macaronesia e dopo aver scoperto che Hunter ha subito un intervento chirurgico di riassegnazione del sesso, decide di lasciarla vivere.

## La sala dei dolori
- Titolo originale: Escape to the House of Mummies Part II
- Scritto da: Doc Hammer

### Trama
La famiglia Venture si cimenta in un'avventura col viaggio nel tempo, coinvolgendo Sigmund Freud, Caligola, Edgar Allan Poe e un antico culto egizio. Chiedono quindi al Dott. Orpheus di salvarli dalla trappola mortale, portando ad un dibattito tra lui e il Dott. Venture riguardo alla scienza e alla magia, che cercano di risolvere con delle sfide. Nonostante l'aiuto di Pete White e Billy Quizboy, il Dott. Venture non riesce a riparare il raggio strizzacervelli di suo padre, mentre il Dott. Orpheus non riesce a rimpicciolirsi nonostante la consultazione con il suo maestro ultraterreno. La gara finisce in parità, mentre Brock, Hank e Dean continuano il loro viaggio nel tempo.

## Un padre alieno
- Titolo originale: Twenty Years to Midnight
- Scritto da: Jackson Publick

### Trama
Una videocassetta lasciata da Jonas Venture Sr. indica che una sua invenzione deve essere assemblata e attivata entro la mezzanotte del giorno successivo per evitare delle calamità per il genere umano. Nel frattempo, i Venture vengono visitati dal Grande Inquisitore Galattico, un essere proveniente dallo spazio che cerca di esprimere un giudizio sull'umanità. Con l'aiuto di Jonas Jr. e Sally Impossible, i Venture cercano di sconfiggere un tossicodipendente Jonny Quest e l'interferenza del Professor Impossible per assemblare il dispositivo in tempo.

## Primo appuntamento
- Titolo originale: Victor. Echo. November.
- Scritto da: Doc Hammer

### Trama
Hank e Dean hanno un doppio appuntamento con Triana e la sua amica Kim, nello stesso ristorante dove Phantom Limb e Dott. Girlfriend si devono incontrare con Monarch e una ragazza che ha incontrato online per discutere del rientro di Monarch nel Sindacato delle Cattive Intenzioni. La rivalità tra Monarch e Phantom Limb per Dott. Girlfriend porta Phantom Limb a ordinare ai membri della Gilda di eliminare la famiglia Venture. Brock si precipita in soccorso chiedendo di annullare l'attacco, mentre Kim esprime interesse per l'offerta di Dott. Girlfriend di diventare una supercriminale.

## Pene d'amore
- Titolo originale: Love-Bheits
- Scritto da: Jackson Publick

### Trama
La famiglia Venture viene catturata a Ünderland dal barone Ünderbheit, il quale scambia Dean per una ragazza progettando di sposarlo. Il Dott. Venture, Hank e Brock vengono liberati dagli Ünderground, un movimento di resistenza guidato da Catclops e Girl Hitler. Organizzano quindi un salvataggio per Dean, tuttavia arrivano tardi per impedire il matrimonio. Quando scopre la vera natura di Dean, Ünderbheit viene arrestato per aver violato la sua stessa legge contro il matrimonio tra persone dello stesso sesso e viene esiliato da Ünderland, che diventa una democrazia.

## Arcinemici
- Titolo originale: Fallen Arches
- Scritto da: Doc Hammer

### Trama
Il Sindacato delle Cattive Intenzioni approva il Dott. Orpheus come loro arcinemico, spingendo quest'ultimo a riformare la sua vecchia squadra, l'Ordine della Triade, con Jefferson Twilight e L'Alchimista. Geloso del numero di candidati per la posizione, il Dott. Venture li attira in una battaglia. Il lavoro passa a Torrid, che impressiona la squadra rapendo Triana. Nel frattempo, Monarch costringe una prostituta a passare attraverso diverse trappole mortali mentre gli Scagnozzi 21 e 24 tentano di mettersi in proprio usando dei jet pack rubati.

## Il ritorno di Manstrong
- Titolo originale: Guess Who's Coming to State Dinner?
- Scritto da: Jackson Publick e Ben Edlund

### Trama
Quando la stazione spaziale Gargantua-1 si schianta contro un gruppo di terroristi, il Colonnello Bud Manstrong diventa un eroe nazionale tuttavia è perseguitato dalla morte del Tenente Anna Baldavich nell'incidente. La famiglia Venture rimane alla Casa Bianca per una cena di stato in onore di Bud, dove Hank e Dean vengono informati dal fantasma di Abraham Lincoln e che la mente di Bud è controllata da sua madre attraverso un microchip come parte di un piano per assassinare il presidente. I ragazzi e il fantasma di Lincoln devono collaborare per sventare il complotto.

## La mamma pazza
- Titolo originale: I Know Why the Caged Bird Kills
- Scritto da: Jackson Publick e Doc Hammer

### Trama
Hank e Dean vengono rapiti da Myra Brandish, la folle ex guardia del corpo del padre che sostiene di essere la loro madre. Il Dott. Venture e Dott. Orpheus vengono condotti alla loro posizione da un oni solo per essere catturati da loro stessi e devono essere salvati da Brock e HELPeR.. Nel frattempo, Dott. Henry Killinger riorganizza l'operazione malvagia di Monarch, aiutandolo a riconciliarsi con Dott. Girlfriend.

## Venturestein
- Titolo originale: ¡Viva los Muertos!
- Scritto da: Ben Edlund

### Trama
Il Dott. Venture riesce a rianimare il cadavere di uno degli scagnozzi uccisi di Monarch, creando "Venturestein" nel tentativo di trasformare il fatto in un'impresa redditizia. Brock si sente in colpa per aver ucciso lo scagnozzo e partecipa a un rituale mistico nell'appartamento del Dott. Orpheus per riconciliare la sua coscienza. Un gruppo di risolutori di misteri simili alla banda di Scooby-Doo indaga sul Venture Compound, portando Hank e Dean a scoprire i loro numerosi cloni. Il Dott. Venture convince i ragazzi che i cloni dovevano essere un regalo di Natale per loro, mentre Brock accetta la sua natura omicida.

## Il matrimonio
- Titolo originale: Showdown at Cremation Creek Part I
- Scritto da: Jackson Publick e Doc Hammer

### Trama
Dott. Girlfriend accetta di sposare Monarch se smetterà di inseguire il Dott. Venture. Tuttavia, dopo il suo addio al celibato, i suoi scagnozzi brilli catturano la famiglia Venture. Per evitare di far arrabbiare Dott. Girlfriend, fa del Dott. Venture il suo testimone e invita il resto della famiglia al matrimonio a bordo della sua base. David Bowie partecipa alla festa per portarsi via la sposa con l'aiuto di Iggy Pop e Klaus Nomi. Phantom Limb sfida gli ordini del Sindacato delle Cattive Intenzioni e proclama un attacco al matrimonio, chiedendo il ritorno di Dott. Girlfriend.

## L’anello del potere
- Titolo originale: Showdown at Cremation Creek Part II
- Scritto da: Jackson Publick e Doc Hammer

### Trama
Phantom Limb cattura Dott. Girlfriend e rivela che il suo vero obiettivo è eliminare David Bowie, rivelatosi un mutaforma e Sovrano del Sindacato delle Cattive Intenzioni, per prendere il suo posto. Brock guida gli scagnozzi di Monarch in battaglia contro le forze di Phantom Limb, mentre Dean ha un'avventura fantasy che lo porta a spegnere i motori della loro base. La battaglia termina quando la base di Monarch si schianta contro la nave di Phantom Limb. Phantom Limb riesce a fuggire, mentre Bowie benedice il matrimonio tra Monarch e Dott. Girlfriend.